# Герб Шевченкового
Герб Шевченкового - офіційний символ смт Шевченкове Харківської області. Затверджений рішенням Шевченківської селищної ради в травні 1996 р., коли відзначалося сторіччя райцентру.
Автор герба - відомий краєвед Шевченківщини Олександр Михайлович Бондаренко.

## Опис герба
У горішній частині зображено герб Слобідської України, а у нижній - колосок на тлі соняшнику і шестерні. Вони символізують основні напрями розвитку сільського господарства і промисловості цього краю (на жаль, зараз багато промислових підприємств збанкрутували і припинили свою історію).